# Owen N. Witte
Owen Neil Witte (* 17. März 1949 in Brooklyn, New York) ist ein US-amerikanischer Molekularbiologe und Krebsforscher an der University of California, Los Angeles.

## Leben und Wirken
Witte erwarb 1971 an der Cornell University einen Bachelor und 1976 an der Stanford University einen M.D. als Abschluss des Medizinstudiums. Als Postdoktorand arbeitete er bei dem Nobelpreisträger David Baltimore am Massachusetts Institute of Technology.
Seit 1980 ist Witte Professor für Mikrobiologie, Immunologie und Molekulargenetik an der University of California, Los Angeles. von 1986 bis 2016 forschte er zusätzlich für das Howard Hughes Medical Institute (HHMI).
Witte konnte wichtige Beiträge zum Verständnis von Leukämien und von Krebsstammzellen epithelialer Tumoren (darunter das Prostatakarzinom) leisten. Er entdeckte die Tyrosinkinase-Aktivität des Genprodukts von ABL und konnte zeigen, dass das BCR-ABL-Fusionsprotein als Onkogen wirken kann. Seine Arbeiten zu den Beziehungen zwischen Regulation von Zellwachstum und Zelldifferenzierung waren für die Entwicklung neuer Krebsmittel (wie Imatinib und Ibrutinib) grundlegend. Weitere Arbeiten Wittes befassten sich mit verschiedenen Tyrosinkinasen (darunter BTK), mit Zelloberflächenantigenen von Krebszellen wie dem PSCA (Prostate stem cell antigen), mit neuroendokrinen Eigenschaften von aggressiven Tumorzellen. Unter anderem verwendet er die Positronen-Emissions-Tomographie und andere bildgebende Verfahren, um bösartige Zellpopulationen und bestimmte Aspekte des Tumorstoffwechsels und der Immunantwort anzuzeigen.
Witte ist Autor oder Co-Autor von mehr als 400 wissenschaftlichen Publikationen. Laut der Daten bank Scopus hat er (Stand Juli 2025) einen h-Index von 120. Charles L. Sawyers zählt zu seinen Schülern.
1996 wurde Witte zu Mitglied der American Academy of Arts and Sciences gewählt, 1997 zum Mitglied der National Academy of Sciences. Außerdem ist er seit 2003 Mitglied des Institute of Medicine (heute National Academy of Medicine) und seit 2014 Fellow der American Association for Cancer Research. 1993 erhielt er den Dameshek Prize der American Society of Hematology, 2000 den Warren Alpert Foundation Prize und 2025 den Harrington Prize for Innovation in Medicine.